# Gadisunkapur, Hungund
Gadisunkapur là một làng thuộc tehsil Hungund, huyện Bagalkot, bang Karnataka, Ấn Độ.